# موسیقی سیستانی
موسیقی سیستانی یکی از موسیقی‌های نواحی ایران است که خاستگاه آن منطقه سیستان می‌باشد. موسیقی سیستانی در میان تمام موسیقی‌هایی که در نواحی مختلف ایران وجود دارند از ماهیت و کیفیت ویژه ای برخوردار است.
موسیقی سیستان از جمله هنرهایی است که به‌جهت شرایط خاص آن شاخص‌تر از موسیقی دیگر مناطق است.
موسیقی که در ماه رمضان خوانده می‌شود، اجرای موسیقی تعزیه و موسیقی «صفت» بخشی از این نوع موسیقی در مدح خدا، پیامبر و بزرگان دین است. همچنین موسیقی مرثیه و مراسم عزاداری است.

## سازهای محلی سیستان
رباب:
دارای کاسه طنینی است که با سایر قسمت‌های ساز به صورت یکپارچه ساخته می‌شود. مانند تنبیره از پوست روی کاسه، خرک، سوراخ‌های صوتی. سیم‌های ملودی ساخته شده‌است. این ساز با مضراب پلاستیکی سه گوشی نواخته می‌شود. طول آن حدود ۶۴ سانتیمتر است. به آن رباب ۱۸تار می‌گویند که احتمالاً با تعداد سیم‌های آن بی‌ارتباط نیست.
درکر و تمبوک:
دوطبل چوبی در دو اندازه مختلف هستند و توسط دو نوازنده به صدا در می‌آیند. نوازنده درکر، «درکری» نام دارد که گاهی اوقات «دکل» یا «دکر» تلفظ می‌شود. برای بستن پوست روی طبل از حلقه‌هایی از جنس چوب انار استفاده می‌کنند.
تنبیره یا تنبورک:
این ساز دارای کاسه طنین بزرگی است که شبیه به نصف گلابی است و روی آن پوششی از چوب کاملاً صاف و صیقلی دارد در منتهی‌الیه تحتانی قسمت صاف کاسه طنین نصب است. سیم‌ها پس از عبور از روی آن در پشت بدنه کاسه طنین به وسیله سه میخ چوبی محکم بسته می‌شوند. در قسمت صاف کاسه طنین تزیینات منبت‌کاری شده‌ای نیز است که «پاروریز» یا «پاروریچ» نام دارد.
دسته تنبیره از چوب گیاه «پرینک» و دسته آن از درخت «شاگ» ساخته می‌شود. نوازنده تنبیره «تنبورگی» یا «چنگی» نام دارد.
قیچک:
تنها ساز زهی آرشه‌ای است. کاسه طنین آن شبیه به لنگر کشتی است که وارونه شده باشد. دو سوراخ صوتی بزرگ روی کاسه طنین و در قسمت فوقانی آن وجود دارد. قسمت تحتانی کاسه طنین که نیم دایره کوچکی را تشکیل می‌دهد پوست دارد. این دو قسمت به وسیله دو فرورفتگی بیضی شکل در دو طرف بدنه طنین مشخصا از هم جدا هستند. خرک روی قسمت تحتانی کاسه طنین، کج قرار دارد. به این ساز منگوله‌هایی نیز برای تزیین آویزان می‌کنند. سیم‌های قیچک با آرشه‌ای به نام «کمانک» نواخته می‌شود که موهای دم اسب است. قیچک و کمانک از چوب پرینک ساخته می‌شود.
ساز و دوهل:
ساز (سازی شبیه سرنا) و دهل آلات موسیقایی ویژه ایکه در مراسمات شاد به خصوص رقص‌های محلی سیستان کاربرد دارد.
دایره:
دایره یا داره از جمله آلات موسیقی کوبه‌ای است که به آن دَف نیز می‌گویند. معمولاً استفاده از این ساز به دست بانوان و در مراسم‌های عروسی است.

## تصنیف‌ها و ترانه‌های قدیمی
۱) آواز سیتک (بحث و بیت):
سیتک به دوبیتی‌هایی گفته می‌شود که در مضامین مختلف سروده و خوانده می‌شود.
زنان و دختران سیستانی در شبهای رمضان گردهم جمع می‌شوند و به خواندن ترانه‌های سیستانی که به آن سیتک گفته می‌شود، می‌پردازند.
۲) آوازهای مراسم سوگواری:
مراسم سوگواری سیستان نیز آوازهای مخصوص به خود را دارد. به سوگواری کردن ارده کردن یا ارده کشیدن می‌گویند که همان رباعی خوانی (روایی یا رباعی کردَ) است و معمولاً توسط زنان خوانده می‌شود.
۳) آوازهای کار:
در سیستان هنگام درو و برداشت محصول آوازهای مخصوص خوانده می‌شود. مانند آوازهای وزن گندم و آواز مشک زنی.
۴) آیکه:
آوازهای لالایی سیستانی (جهت کسب اطلاعات بیشتر به تاپیکآیکه در تالار مراجعه کنید)
۵) آوازهای دسته جمعی کودکان:
مانند کریچو کریچو پندونه
۶) رمضونیکه:
آوازهای مخصوص ماه رمضان (جهت کسب اطلاعات بیشتر به تاپیک از رمضونیکه در سیستان تا هالوین در آمریکا در تالار مراجعه کنید)
1. آوازهای شبیه خوانی و تعزیه خوانی
2. لوبتک:

مایش ریتمیک بدون کلام باهمراهی دایره و حرکات موزون. این نمایش در سیستان به فراموشی سپرده شده‌است.
۹) الوکه:
آوازهای مولودی خوانی. الوکه، اشعاری است که در عروسی‌ها و جشن‌ها خوانده می‌شود. مضامین اشعار بیشتر مذهبی و عاشقانه است. این اشعار با همراهی دف و دایره و گاهی به همراه دهل و ساز اجرا می‌شود.